# Lambert Darchis
Lambert Darchis (Luik, 28 juli 1625 - Rome, 25 februari 1699) was een Belgisch filantroop die werkte aan de Romeinse Curie.
Hij verbleef in Rome vanaf 1646 en had er een huis waar kunststudenten verbleven. Met zijn nalantenschap werd de stichting Lambert Darchis opgericht die studenten beurzen uitreikt om in Rome te verblijven.

## Eerbetoon
- Het Palazzo Darchis draagt zijn naam.
- In de Chiesa Santa Maria dell'Anima is een gedenksteen voor hem te vinden